# Maanvlinder
De maanvlinder of Indiase maanvlinder (Actias selene) is een vlinder uit de familie van de nachtpauwogen. 

## Verspreiding en leefgebied
De vlinder komt voor van India tot in China, Rusland, Japan en Indonesië.

## Kenmerken
De vlinder heeft een maximale spanwijdte van 12 cm. Bij de vlinder ontbreken de monddelen en roltong. Het korte leven, maximaal 12 dagen, van de vlinder is geheel gericht op het voortbrengen van nageslacht.

## Rups en waardplanten
De groene rupsen hebben harige rode wratjes en voeden zich onder andere met bladeren van hazelaarsoorten, Amberboom, Walnoot en Rhododendron. Ze verpoppen in een cocon tegen een blad of in de strooisellaag.

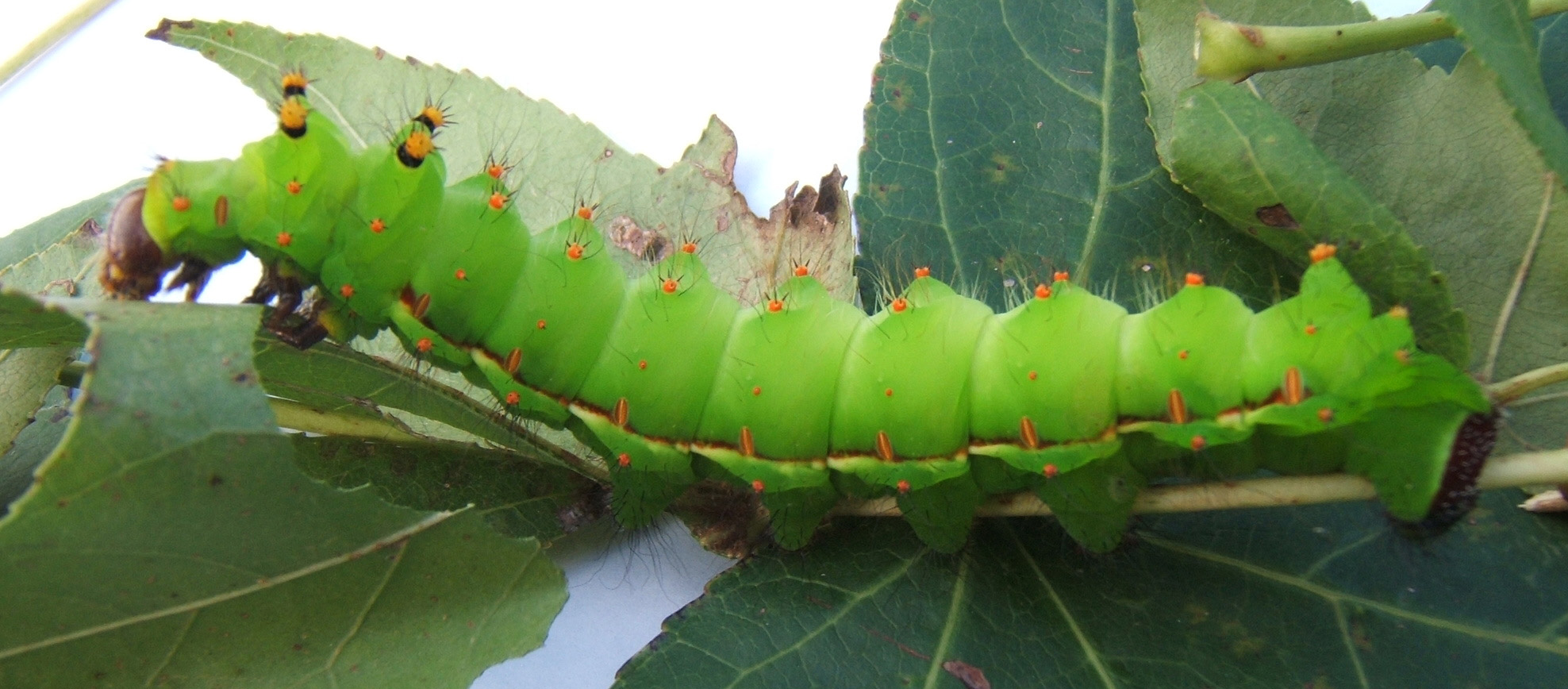
Rups
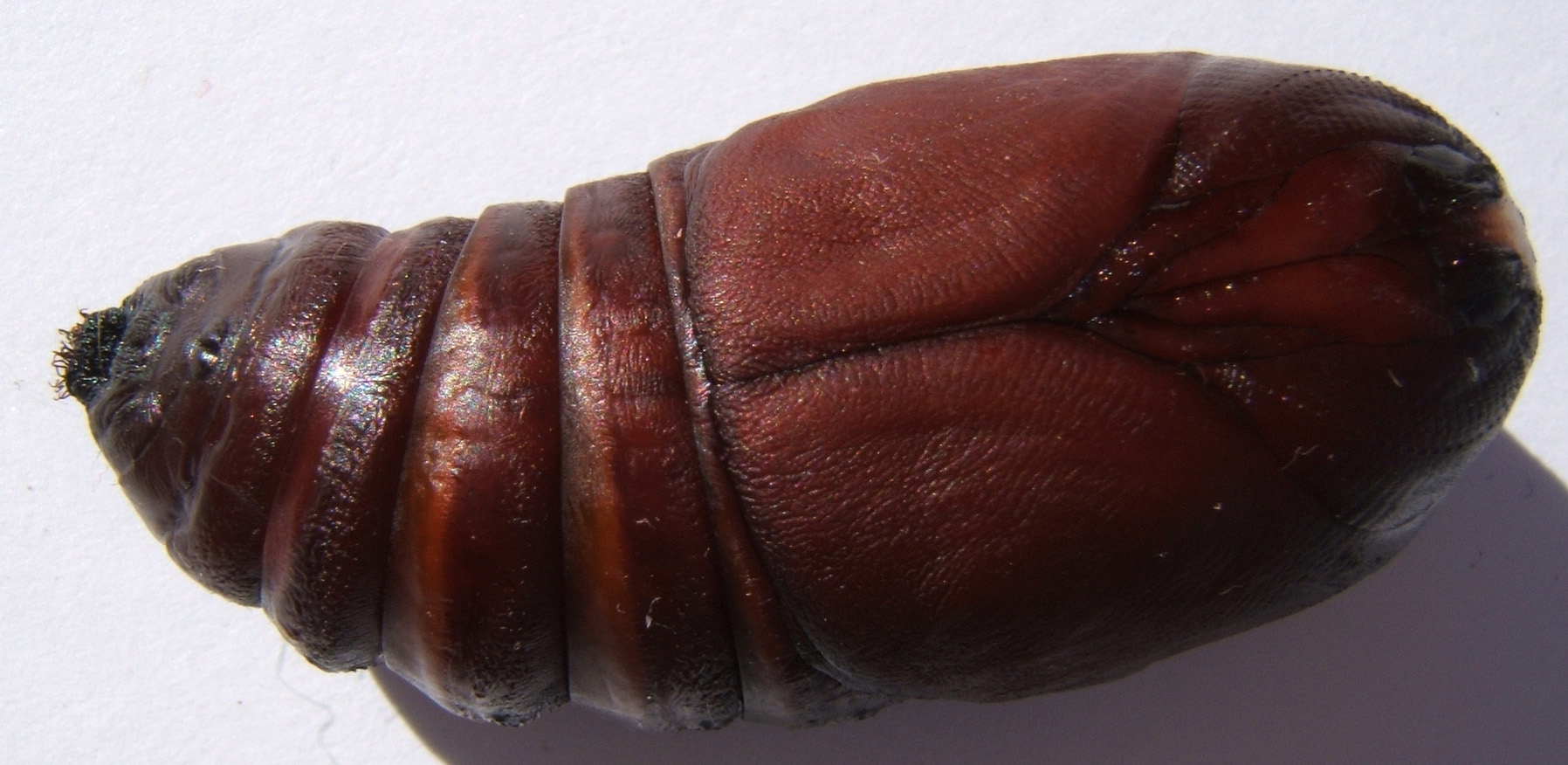
Pop van een mannetje
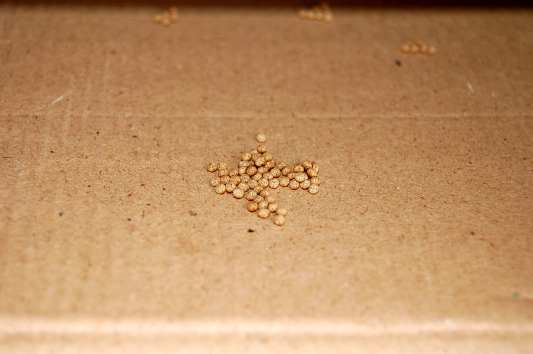
Eitjes
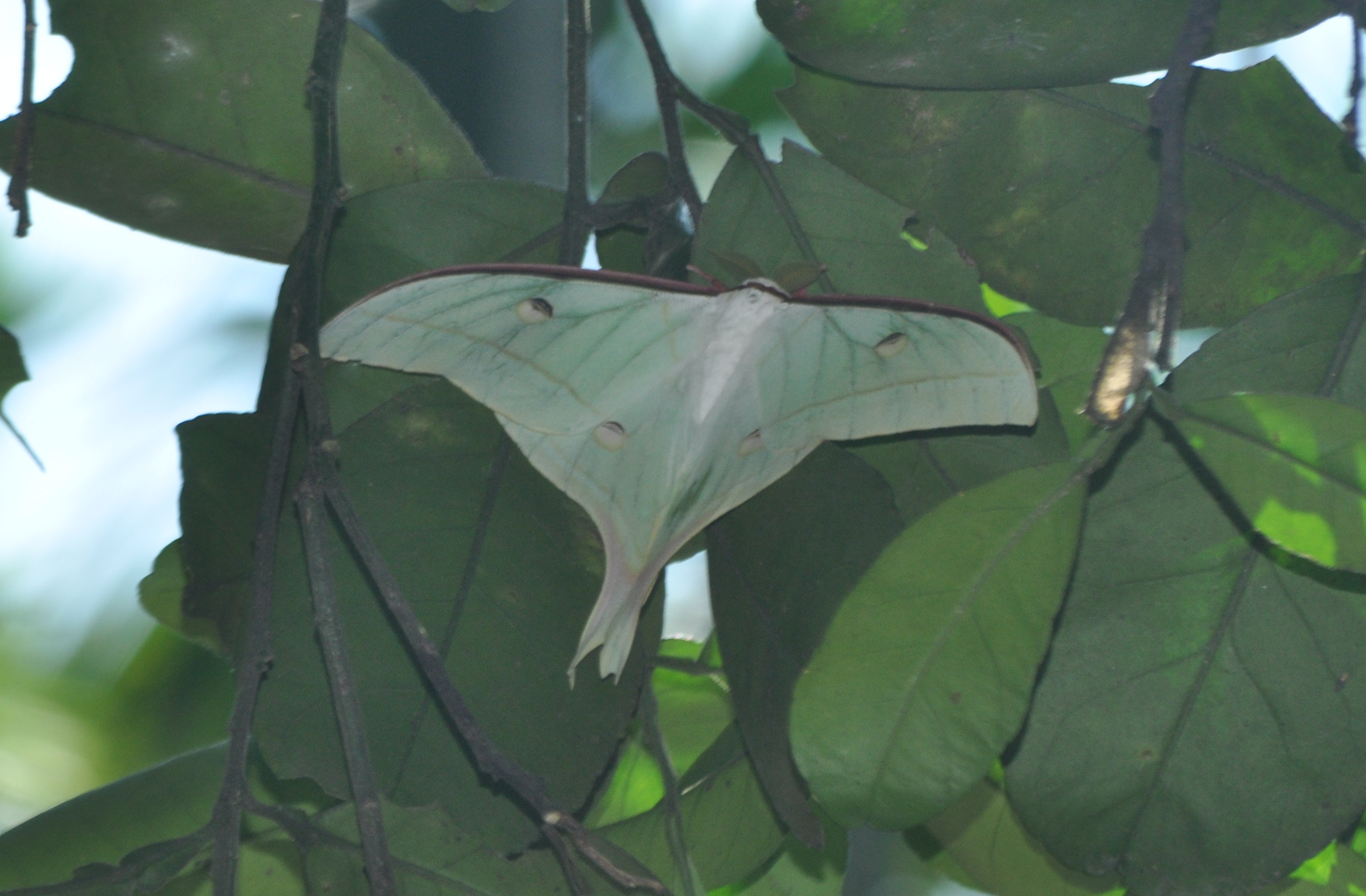

## Ondersoorten
- Actias selene selene
- Actias selene taprobanis Paukstadt & Paukstadt, 1999[1]